# Видович, Мария
Мария «Абиссинка» Видович (сербохорв. Мариjа "Абесинка" Видовић / Maria "Abesinka" Vidović; 6 февраля 1924, Новска — 29 апреля 1942, Ялковац) — югославская партизанка, участница Народно-освободительной войны Югославии, Народный герой Югославии.

## Биография
Родилась 6 февраля 1924 в Новске в бедной крестьянской семье. Её родители перебрались из Нижнего Кучана в Новску в 1919 году. Отец Иван, инвалид Первой мировой войны, умер, когда Марии не исполнилось и года, а мать осталась одна с четырьмя детьми. Окончив начальную школу в Новске, Мария пошла работать на сельский рынок. Как и другие дети, работала долго и усердно. Устав трудиться, она вынуждена была покинуть своё рабочее место. В 1938 году умерла её мать, и Мария взяла на себя всю работу по дому.
В 1939 году вступила в рабочее движение, стала членом Союза коммунистической молодёжи Югославии. Её трое братьев также туда вступили и начали заниматься активной пропагандистской деятельностью. Незадолго до войны Мария временно уехала сначала в Загреб, а затем в Карловац, где работала на заводах. По возвращении в Новску начала расклеивать агитлистовки, собирать средства на благотворительные цели, проводить собрания молодёжи, выдавать коммунистическую литературу и так далее.
Когда началась война, партия дала задание Марии связаться с партизанами в Посавине. В качестве курьера Мария несколько раз отправлялась в Посавину, проводя инструктаж партизан. Изначально руководство партии не сомневалось, что девушка легко будет доставлять листовки с призывами к вооружённому сопротивлению немцам. В сентябре 1941 года Мария и её младший брат были арестованы усташами и попали в тюрьму, где их пытали несколько дней. Однако, ничего не добившись, усташи отпустили Марию с братом. Оба продолжили свою деятельность. Тайно младший брат доставлял продовольствие пленникам, а однажды по заданию даже принёс пистолет и две бомбы. 2 октября 1941 Мария и её брат взорвали тюрьму и помогли освободить всех заключённых антифашистов.
В конце октября 1941 года старший брат Марии вступил в партизанский отряд, а девушка тут же последовала за ним, однако после долгих уговоров она вынуждена была остаться на время у родственников (сначала в Загребе, затем в Вараждине). Оттуда в конце марта 1942 года Калницкий партизанский отряд, в который была зачислена Мария, отправился в свои боевые походы. В конце апреля 1942 года немецко-фашистские войска начали наступление на город. В течение трёх суток шли кровопролитные бои: 56 партизан отражали атаку 3 тысяч немецких солдат, вооружённых до зубов. С большими потерями партизаны прорвались из окружения. Мария с четырьмя друзьями вырвалась в Вараджин, откуда после долгого пути прибыла в дом в деревне Ялковец. Там её компания расположилась на отдых, не ожидая нападения с какой-либо стороны. Один усташ заметил Марию с товарищами и сообщил об этом своим сообщникам. Ранним утром 29 апреля 1942 усташи окружили дом и потребовали от партизан сдаться в плен, на что те ответили шквальным огнём. После трёх часов стрельбы единственным живым человеком осталась Мария. Чтобы не попасть в плен, она покончила с собой.
Указом Иосипа Броза Тито 27 ноября 1953 посмертно награждена званием Народного героя Югославии.